# Rhynchothorax anophtalmus
Rhynchothorax anophtalmus is een zeespin uit de familie Rhynchothoracidae. De soort behoort tot het geslacht Rhynchothorax. Rhynchothorax anophtalmus werd in 1972 voor het eerst wetenschappelijk beschreven door Arnaud. 